# Brug 525
Brug 525 is een vaste brug in het Amsterdamse Bos, vallend onder de gemeente Amstelveen maar onder beheer van de gemeente Amsterdam.
Het bouwkundig kunstwerk is gelegen in De Duizendmeterweg en kreeg dezelfde bouwstijl als brug 527. De Duizendmeterweg verzorgt de toegang tot het bos vanaf de Bosbaanweg en hier ook de toegang tot het openluchttheater. Beide zijn plaatbruggen ontworpen door Piet Kramer werkend voor de Dienst der Publieke Werken. Kramer ontwierp in basis drie soorten bruggen voor het bos, houten, bakstenen en betonnen. Brug 525 is er één uit die laatste categorie. Alhoewel gelijkend op brug 527 verschilt het in details. Daar waar bij brug 527 de balustraden en leuning aan het eind in de grond verdwijnen, steken de uiteinden bij brug 525 in de open lucht. Gelijkenis is er weer in de balusters in het midden van de brug, maar brug 525 heeft betonnen eindbalusters, die bij brug 527 ontbreken.
Volgens de gemeente Amstelveen wordt de betonnen plaat gedragen door stalen liggers. Origineel werd het geheel gedragen door houten brugpijlers, maar herstelwerkzaamheden werden gedaan met behulp van beton (jukken). Landhoofden zijn uitgevoerd in beton. De brug kent vanaf oplevering gescheiden rijdekken voor voetgangers enerzijds en fietsers en auto’s anderzijds. De ranke balusters/balustraden zorgen voor een rank uiterlijk van de brug, terwijl het voor het bos een grote brug is.

## Culturele waarde
In 1999 werden alle bruggen in het Amsterdamse Bos door MTD Landschapsarchitecten in opdracht van de gemeente onderzocht op hun cultureel belang. Zij constateerden voor brug 525 dat het voor het bos een waardevolle brug was vanwege:
- de scheiding tussen bos met daarin het theater en een open vlakte, de ligweide
- de opvallende kleurstelling, die de brug in het landschap accentueert
- opvallende kleurstelling (wit, rood en groen) in bosachtige omgeving
- karakteristiek sierlijk siersmeedwerk in slanke balustrade en leuningen

Nadeel vond het bureau dat de parkeerplaatsen te dicht bij de brug liggen
Amstelveen benoemde ondanks de vernieuwing de brug in 2003 tot gemeentelijk monument.

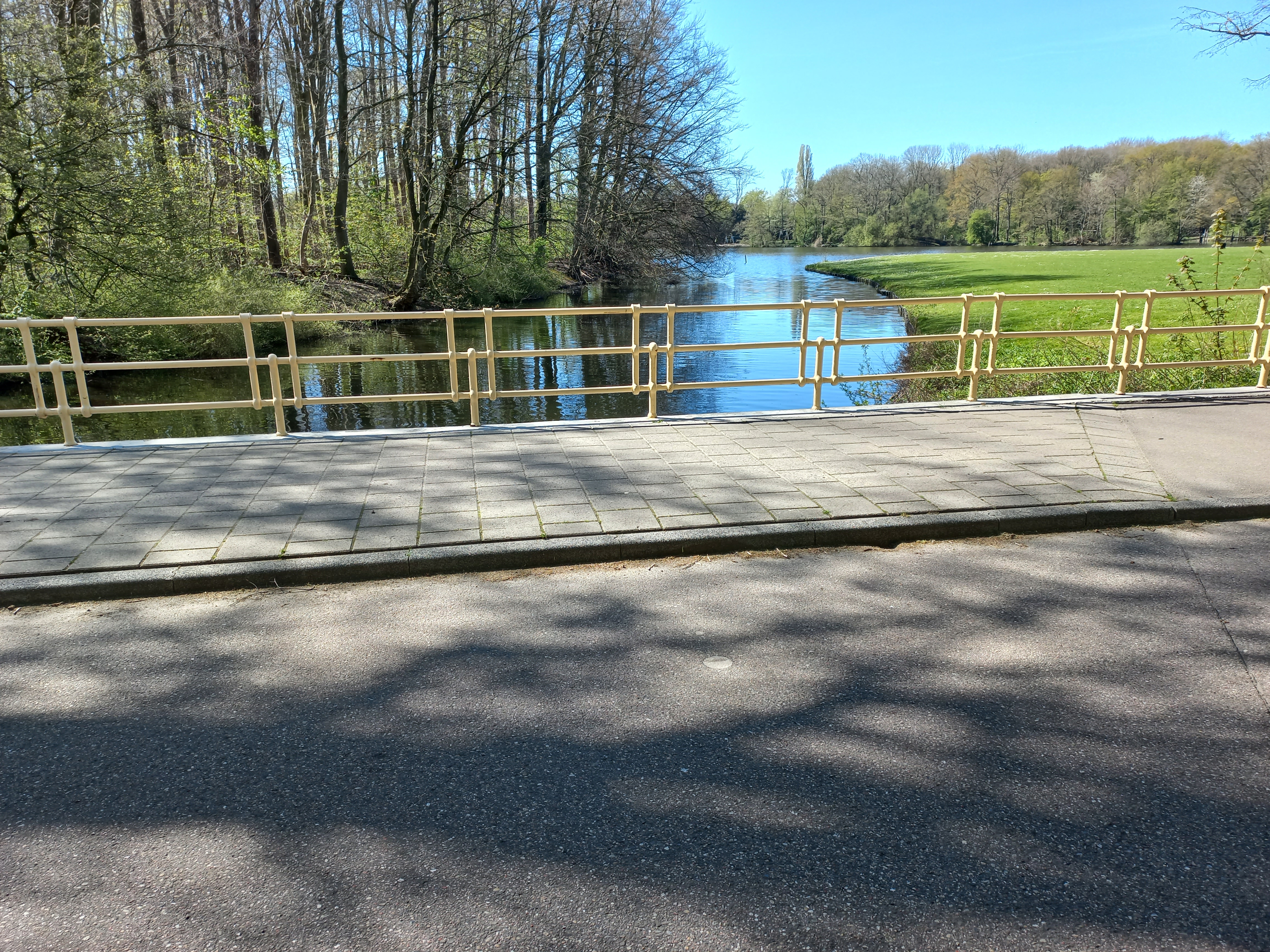
Uitzicht vanaf de brug met reling, april 2022

<<< · 500 · 501 ·  503 · 504 · 505 · 506 · 507 · 508 · 509 · 510 · 511 · 512 · 513 · 514 · 515 · 516 · 517 · 518 · 519 · 520 · 521 · 522 · 523 · 525 · 526 · 527 · 528 · 530 · 531 · 532 · 533 · 534 · 535 · 536 · 537 · 538 · 539 · 540 · 541 · 542 · 543 · 544 · 545 · 546 · 547 · 548 · 549 · 550 · 551 · 552 · 553 · 554 · 555 · 556 · 557 · 558 · 559 · 560 · 561 · 562 · 563 · 564 · 565 · 566 · 567 · 569 · 571 · 572 · 573 · 575 · 577 · 578 · 580 · 581 · 582 · 583 · 584 · 586 · 587 · 589 · 590 · 591 · 592 · 593 · 594 · >>>
Brugnummers 502, 524, 529, 568, 570, 574, 576, 579, 585, 588, 595, 596, 597, 598, 599 zijn niet (meer) vergeven.